# Campionat d'Espanya de motocròs 1995
La temporada de 1995 del Campionat d'Espanya de motocròs fou la 37a edició d'aquest campionat, organitzat per la Reial Federació Motociclista Espanyola.

## Classificació final

### 125cc
| Posició | Pilot            | Motocicleta | Punts |
| ------- | ---------------- | ----------- | ----- |
| 1       | Moisés Bernárdez | Kawasaki    | ?     |
| 2       | Xavier Colomer   | ?           | ?     |
| 3       | David Avilés     | ?           | ?     |
| 4       | ?                | ?           | ?     |
| 5       | ?                | ?           | ?     |
| 6       | ?                | ?           | ?     |
| 7       | ?                | ?           | ?     |
| 8       | ?                | ?           | ?     |
| 9       | ?                | ?           | ?     |
| 10      | ?                | ?           | ?     |

### 250cc
| Posició | Pilot              | Motocicleta | Punts |
| ------- | ------------------ | ----------- | ----- |
| 1       | Josep Alonso       | Honda       | ?     |
| 2       | F. J. Fenández     | ?           | ?     |
| 3       | Moisés Bernárdez   | ?           | ?     |
| 4       | Javier García Vico | ?           | ?     |
| 5       | ?                  | ?           | ?     |
| 6       | ?                  | ?           | ?     |
| 7       | ?                  | ?           | ?     |
| 8       | ?                  | ?           | ?     |
| 9       | ?                  | ?           | ?     |
| 10      | ?                  | ?           | ?     |

## Categories inferiors
Font:
| Campionat           | Guanyador          | Motocicleta |
| ------------------- | ------------------ | ----------- |
| Júnior 250cc        | Aarón Bernárdez    | Kawasaki    |
| Trofeu Júnior 125cc | José Antonio Ramos | Kawasaki    |
| Cadet 80cc          | Edgar Torronteras  | Kawasaki    |
| Juvenil 80cc        | Ivan Cervantes     | Kawasaki    |
| Trofeu Alevins 60cc | Carlos Campano     | Kawasaki    |